# Biomasă (ecologie)
Biomasa reprezintă masa a toată materia organică într-un ecosistem dat. 
Cuprinde mai multe biocenoze cu o larga raspandire pe Terra (desert, savane, delta,etc). Prin biomasă se înțelege orice materie care are matrice organică inclusiv deșeurile urbane.   Biomasa este utilizată pentru obținerea de hrană, furaje, materii prime și auxiliare pentru diferite industrii, energie.

## Clasificare a biomasei
1. Reziduurile primare  din plante sau din produse forestiere. Astfel de biomasă este disponibilă “în câmp” și trebuie colectată pentru utilizarea ei ulterioară.
2. Reziduurile secundare devin disponibile după ce un produs din biomasă a fost folosit. Reprezintă diferite deșeuri, care variază din punct de vedere al fracției organice, incluzând deșeuri menajere, deșeuri lemnoase, deșeuri de la tratarea apelor uzate, etc.
3. Deșeurile forestiere includ deșeuri care nu mai pot fi folosite, copaci imperfecți din punct de vedere comercial, copaci uscați și alți copaci care nu pot fi valorificați și trebuie tăiați pentru a curăța pădurea.

## Culturi cu scopuri energetice
Formarea biomasei poate fi un proces controlat.
Este de subliniat faptul că prin biomasă se înțelege orice materie care are matrice organică, incluzând și deșeurile urbane.
Putem enumera culturile dezvoltate în scopuri energetice.
-copaci cu viteza mare de creștere: plopul, salcia, eucaliptul;
-culturile agricole: trestia de zahăr, rapița, sfecla de zahăr;
-culturi perene: miscanthus;
-plante erbacee cu viteza mare de creștere: Switchgrass sau Panicum virgatum  (o plantă perenă ce crește în America de Nord), Miscanthus sau iarba elefant (iarba de Uganda).

## Legislație
Prin lege  guvernul român a stabilit un sistem de promovare a producerii de energie electrică din surse regenerabile aliniat la acquis-ul comunitar, unde   este menționată și biomasa.